# Naberezhnaya Tower
Naberezhnaya Tower (em russo:  Башня на Набережной) é um complexo classe A constituído de três edifícios individuais interligados uns com os outros através de seu primeiro piso cave. A torre A possui 85 metros de altura; a B, 133m; e C, 268,4 metros (881 pés).

## Dados técnicos
- Bloco A - 85 metros, 17 andares de altura. Concluído em 2004.[1]
- Bloco B - 133 metros, 29 andares de altura. Concluído em 2006.[2]
- Bloco C - foi concluído em 2007. Com 268,4 metros e 59 pisos, este bloco é o edifício mais alto da Europa.[3]